# Соуза да Силва, Бренер
Бре́нер Со́уза да Си́лва (порт.-браз. Brenner Souza da Silva; родился 16 января 2000, Куяба, Бразилия) — бразильский футболист, нападающий итальянского клуба «Удинезе».

## Биография
Бренер — воспитанник клуба «Сан-Паулу». 22 июня 2017 года в матче против «Атлетико Паранаэнсе» он дебютировал в бразильской Серии А, выйдя на поле на замену на 76-й минуте вместо Кристиана Куэва.
В феврале 2021 года Бренер перешёл в клуб MLS «Цинциннати», подписав контракт молодого назначенного игрока. По сведениям ESPN сумма трансфера составила около $13 млн с возможной доплатой ещё $2 млн в случае соблюдения определённых условий. «Сан-Паулу» сохранил за собой 20 % от суммы последующей продажи игрока. Свой дебют в главной лиге США, 17 апреля в матче стартового тура сезона против «Нэшвилла», он отметил голом.
Игрок юношеской сборной Бразилии. В 2017 году принял участие в чемпионате Южной Америки для игроков до 17 лет, где вместе с командой стал чемпионом. Провёл на турнире 4 встречи, забил 1 мяч.